# A Lovely Way to Spend Christmas
A Lovely Way to Spend Christmas – trzecia solowa i pierwsza świąteczna płyta Kristin Chenoweth wydana w 2008 roku. Chenoweth zainspirowana była albumem Barbry Steisand "A Christmas Album". Utwór "Sleigh Ride/Marshmallow World" jest efektem współpracy Kristin z muzykiem jazzowym Johnem Pizzarelli.
Album zadebiutował na 77. miejscu listy Billboard 200 i był pierwszą płytą Kristin, która odniosła sukces w tym zestawieniu.

## Lista utworów
| Pozycja | Utwór                                             | Czas |
| ------- | ------------------------------------------------- | ---- |
| 1       | I'll Be Home for Christmas                        | 3:28 |
| 2       | Christmas Island                                  | 3:12 |
| 3       | The Christmas Waltz                               | 3:00 |
| 4       | Do You Hear What I Hear?                          | 4:08 |
| 5       | Sleigh Ride/Marshmallow World                     | 3:39 |
| 6       | Sing                                              | 3:00 |
| 7       | Silver Bells                                      | 4:12 |
| 8       | Come on Ring Those Bells                          | 3:11 |
| 9       | What Child Is This?                               | 4:13 |
| 10      | Home on Christmas Day                             | 4:00 |
| 11      | Born on Christmas Day                             | 4:15 |
| 12      | Sleep Well Little Children/What a Wonderful World | 3:21 |
| Bonus   |                                                   |      |
| 13      | A Lovely Way to Spend Christmas                   | 4:13 |
| 14      | The Lord's Prayer                                 | 2:35 |